# Lijst van encyclieken van paus Pius VIII
Dit artikel is een lijst van encyclieken van paus Pius VIII. Hier volgt de ene encycliek, die Pius VIII (paus van 1829 tot 1830) geschreven heeft tijdens zijn kort pontificaat:
| #  | Titel (Latijn)     | Titel (Nederlandse vertaling) | Onderwerp                                                                     | Datum van publicatie |
| -- | ------------------ | ----------------------------- | ----------------------------------------------------------------------------- | -------------------- |
| 1. | Traditi Humilitati |                               | De paus stelt zichzelf voor als de spirituele gids van de christelijke wereld | 24 mei 1829          |

#### Voetnoten
1. ↑  Pius VIII. www.vatican.va. Gearchiveerd op 11 november 2023. Geraadpleegd op 12 november 2023.